# Велестино
Велестѝно (на гръцки: Βελεστίνο, катаревуса: Βελεστίνον, Велестинон) е град в Република Гърция, област Тесалия, център на дем Ригас Фереос. Градът има население от 3270 души и е разположен на мястото на античния град Фере. Населението на градчето е около 75% власи.
Тук са открити известните бронзови фигури от Велестино от 6-7 век.

## Родени във Велестино
- гръцкият писател и революционер от влашки произход Ригас Велестинлис